# Fons Lichtenberg
Alphonsus Bernardus Gerhardus (Fons) Lichtenberg (Vorden, 23 juli 1942 – Duiven, 30 september 2021) was een Nederlands politicus van het CDA.
Lichtenberg doorliep de Mulo in Zutphen en was, na een korte betrekking bij metaalbedrijf Gems in Vorden, werkzaam als ambtenaar bij de gemeenten Doetinchem, Rheden, Vorden en Uden. In 1970 werd hij hoofd van de afdeling ruimtelijke ordening van de gemeente Beuningen. In 1972 was hij benoemd tot gemeentesecretaris van Beuningen. Hij was ook hoofd van de ambtelijke samenwerking met de gemeente Ewijk die in 1980 op zou gaan in Beuningen en was ook tijdelijk gemeentesecretaris van Ewijk.
In augustus 1980 werd Lichtenberg benoemd tot de burgemeester van Millingen aan de Rijn. In 1989 volgde zijn benoeming tot burgemeester van Duiven. In april 2000 ging Lichtenberg daar vervroegd met pensioen. Bij zijn afscheid werd door de gemeente een naar hem vernoemde prijs ingesteld voor een plaatselijke instelling, groep of persoon die zich bijzonder heeft onderscheiden op maatschappelijk, cultureel of sportief terrein. In 2001 was Lichtenberg ongeveer een half jaar waarnemend burgemeester van Beuningen als vervanger van Huib Zijlmans die met buitengewoon verlof was.